# Уроджев, Агабек
Уроджев Агабек Абдулазизович (1898 c. Куруш — неизвестно) — старший конюх колхоза имени Карла Маркса Докузпаринского района Дагестанской АССР. Герой Социалистического Труда.

## Биография
Родился в 1898 году в селении Куруш Дагестанской области, ныне Республики Дагестан. Лезгин.  В годы Великой Отечественной войны перешёл работать конюхом в колхоз им. Карла Маркса Докузпаринского района, затем переведён в старшие конюхи, а позже возглавил коневодческую ферму. В 1947 году в его ферме от 42 кобыл было выращено 42 жеребёнка. Указом Президиума Верховного Совета СССР от 15 сентября 1948 года за получение в 1947 году высокой продуктивности животноводства при выполнении колхозом обязательных поставок сельскохозяйственных продуктов и плана развития животноводства по всем видам скота Уроджев Агабек удостоен звания Героя Социалистического Труда с вручением ордена Ленина и золотой медали «Серп и Молот».